# Ciszouka
Ciszouka (biał. Цішоўка; ros. Тишовка) – wieś na Białorusi, w obwodzie mohylewskim, w rejonie mohylewskim, w sielsowiecie Bujniczy, pomiędzy liniami kolejowymi Osipowicze – Mohylew oraz Mohylew – Żłobin. Od północnego wschodu i wschodu graniczy z Mohylewem.
W pobliżu znajdują się przystanki kolejowe Ciszouka oraz Haradszczyna, położone na linii Osipowicze – Mohylew.